# Wilhelm Kiczak
Wilhelm Maciej Kiczak (ur. 10 stycznia 1898 w Przemyślu, zm. 16–19 kwietnia 1940 w Katyniu) – major piechoty Wojska Polskiego, działacz niepodległościowy, kawaler Orderu Virtuti Militari, ofiara zbrodni katyńskiej.

## Życiorys
Syn Szymona i Anny z Jasickich. Absolwent szkoły ludowej i gimnazjum. Od 1912 należał do harcerstwa. 14 sierpnia 1914 wyjechał wraz z transportem Polowych Drużyn "Sokoła" do Legionu Wschodniego we Lwowie,  a następnie otrzymał przydział do 3 pułku piechoty Legionów Polskich w Kołomyi. Od 22 marca do 12 maja 1918 brał udział we wszystkich bitwach. W 1917 ukończył niższą szkołę oficerską, uzyskując stopień podchorążego, następnie awansowano go do stopnia sierżanta. Po bitwie pod Kaniowem przebywał w niewoli niemieckiej. Po oswobodzeniu, 13 grudnia 1918 wstępuje do Białostockiego pułku strzelców, z którym uczestniczy w wojnie z bolszewikami. Zwierzchnicy bardzo cenili jego postawę na froncie. 14 lipca 1920 brał udział w bitwie z pod Wilnem, co stanowi m.in. przykład jego bohaterskiej postawy w czasie walk. Został odznaczony orderem „Virtuti Militari” V klasy, a we wniosku o jego nadanie, napisano m.in.:

W dniu 9 lipca 1920 r., kiedy pułk miał zająć linię obronną między jeziorami Oszwinką i Disna w rejonie m. Kozaczyzna, na atakujących tyralierą żołnierzy pułku wyszedł silny kontratak bolszewicki. W momencie, gdy pod ogniem nieprzyjaciela tyraliera zaczęła się łamać, pchor. Kiczak ze swoim plutonem rzucił się z dwoma kaemami naprzód. Ustalił linię, a po zranieniu i odejściu dwóch rannych oficerów objął dowództwo tej kompanii i puścił w ruch dwa karabiny maszynowe, które się zacięły. Wśród największego ognia piechoty i kaemów dawał przykład nieustraszonej odwagi, przenosił kaem na najbardziej zagrożone miejsca. Przyczynił się do opanowania i zajęcia Kozaczyzny, którą opuścił dopiero na rozkaz dowódcy 4 Brygady.

W okresie międzywojennym, w 1921 ukończył Szkołę Podchorążych Piechoty i awansował do stopnia podporucznika. Następnie był dowódcą plutonu i kompanii w 79 pułku piechoty w Słonimiu. 1 grudnia 1925 przydzielony do 6 pułku piechoty Legionów, a w 1297 do Centralnej Szkoły Strzelniczej w Toruniu. 2 kwietnia 1929 prezydent RP nadał mu z dniem 1 stycznia 1929 stopień kapitana w korpusie oficerów piechoty i 30. lokatą. W marcu 1932 został przeniesiony do Centrum Wyszkolenia Piechoty w Rembertowie. W kwietniu 1933 został przeniesiony do 3 batalionu strzelców w Rembertowie. W 1939 był nauczycielem przedmiotu „Taktyka Piechoty” w CWPiech. w Rembertowie.
W kampanii wrześniowej 1939 był oficerem sztabu w 3 Dywizji Piechoty Legionów. Walczył pod Iłżą. 18 września dowodzi III batalionem 1 pułku piechoty Legionów ppłk. Jana Kasztelowicza w bitwie o Krasnobród. 23 września wraz ze swym batalionem dołącza do 39 Dywizji Piechoty Rez., unikając niewoli niemieckiej. Bierze udział w drugiej bitwie o Krasnobród 24 września. Po agresji ZSRR na Polskę z 17 września 1939, w nieznanych okolicznościach dostał się niewoli sowieckiej. Od grudnia 1939 przebywał w obozie jenieckim w Kozielsku. Między 15 a 17 kwietnia 1940 został przekazany do dyspozycji naczelnika Zarządu NKWD Obwodu Smoleńskiego – lista wywózkowa 029/1 z 13 kwietnia 1940, pozycja 90. Między 16 a 19 kwietnia 1940 zamordowany w Katyniu przez funkcjonariuszy Obwodowego Zarządu NKWD w Smoleńsku oraz pracowników NKWD przybyłych z Moskwy na mocy decyzji Biura Politycznego KC WKP(b) z 5 marca 1940. Ofiary tej zbrodni grzebano w bezimiennych mogiłach zbiorowych, gdzie od 28 lipca 2000 mieści się oficjalnie Polski Cmentarz Wojenny w Katyniu. W miejscu tym prowadzone były ekshumacje i prace archeologiczne. W 1943 jego ciało zostało zidentyfikowane w mundurze w toku ekshumacji nadzorowanych przez Niemców pod numerem 1836 – dosłownie opisany jako Kuczak Wilhelm (raport dzienny z 13 maja 1943). Przy jego szczątkach znaleziono: karty pocztowe, telegram, świadectwo szczepienia w Kozielsku nr 1788. Figuruje na liście Komisji Technicznej PCK pod numerem 01836, wskazany jako Kuczak Wilhelm – wojskowy. W Archiwum Robla w pakiecie 0490-34, w jednym z notatników znalezionych przy szczątkach Adama Solskiego, zostało odnotowane otrzymanie przez majora Kiczaka (lub Koczaka) pocztówki ze znaczkiem „Rembertów 17.02.1940”.
5 października 2007 minister obrony narodowej Aleksander Szczygło mianował go pośmiertnie na stopień podpułkownika. Awans został ogłoszony 9 listopada 2007 w Warszawie, w trakcie uroczystości „Katyń Pamiętamy – Uczcijmy Pamięć Bohaterów”.

## Ordery i odznaczenia
- Krzyż Srebrny Orderu Wojskowego Virtuti Militari nr 4485[24][1]
- Krzyż Niepodległości – 9 listopada 1931 „za pracę w dziele odzyskania niepodległości”[25]
- Krzyż Walecznych czterokrotnie[26]
- Złoty Krzyż Zasługi – 18 lutego 1939 „za zasługi na polu pracy społecznej”[27]
- Srebrny Krzyż Zasługi – 10 marca 1932 „za zasługi na polu sportu strzeleckiego”[28]

## Upamiętnienie
W ramach akcji „Katyń... pamiętamy” / „Katyń... Ocalić od zapomnienia”, w Zamościu na terenie Specjalnego Ośrodka Szkolno-Wychowawczego zostały zasadzone Dęby Pamięci, z których jeden honoruje Wilhelma Kiczaka. W miejscu tym znajduje się również tablica, która m.in. upamiętnia jego osobę.

## Zobacz
- jeńcy polscy w niewoli radzieckiej (od 1939 roku)
- obozy NKWD dla jeńców polskich
- ofiary zbrodni katyńskiej – zamordowani w Katyniu